# MLBPARK
MLBPARK(엠엘비파크)은 《동아일보》가 운영하는 동아닷컴 산하의 스포츠 커뮤니티로, 2001년 3월부터 운영되어 왔다. 엠팍이라도 불린다. 커뮤니티의 주제로는 미국 메이저 리그 프로야구 'MLB타운', 대한민국 프로야구 '한국야구타운' 등이 있으며, '불펜'은 자유게시판의 역할을 하고 있다.

## 역사와 성향
2001년에 박찬호의 미국 메이저리그를 응원하는 사이트로 출범하였다. 2006년에 동아닷컴 인수를 계기로 대형 커뮤니티로 성장했다. 정치적으로 친노무현 성향 및 반보수 성향을 띄고 있다가 조국 사태 이후 반민주당 성향을 띄고 있다. 조국 사태 이후 일부 일베 이용자들이 엠팍으로 유입되기도 했다.

## 사건 및 사고
미성년자 아이돌을 성희롱하고, 정신적 피해를 호소하는 멤버를 조롱하는 듯한 댓글이 달려 논란이 있었다.
배우 하연수 역시 고소 가능 대상 중 하나로 디젤매니아, 이종격투기, krrr, 뽐뿌와 함께 엠엘비파크를 언급했다.